# Cornelia Postuma
Cornelia Postuma (anche Cornelia Silla Postuma o Cornelia Silla minore; 78 a.C. o 77 a.C.) è stata una nobildonna romana, ultimogenita di Silla.

## Biografia
Cornelia nacque nel 78 o 77 a.C. da Valeria Messalla, quinta e ultima moglie di Silla. Al momento della sua nascita, suo padre era morto da alcuni mesi, da qui il soprannome di Postuma. Aveva tre fratellastri paterni maggiori: Cornelia, Fausto e Fausta, più altri due morti infanti, entrambi chiamati Lucio. La maggiore, Cornelia, era già a sua volta madre quando nacque Postuma. 
Sebbene non sia più nominata nelle fonti dopo la nascita, si suppone sia morta prima di raggiungere l'adolescenza, perché, in quanto figlia di Silla e di un membro della gens Valeria, il suo matrimonio sarebbe stato senza dubbio registrato. Si ipotizza che sia morta di infezione ulcerina, insieme al fratellastro Fausto, la stessa malattia che uccise la loro nonna paterna. 